# Raciechowice
Raciechowice is een dorp in de Poolse provincie Klein-Polen, in het district Myślenicki. De plaats maakt deel uit van de gemeente Raciechowice.

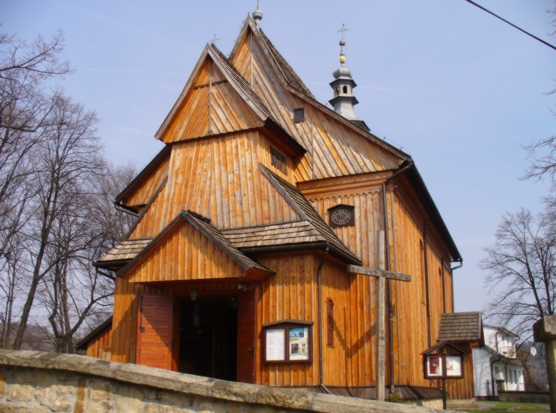
Raciechowice

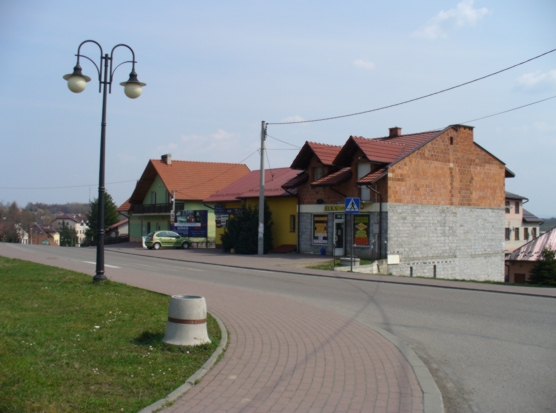
Raciechowice

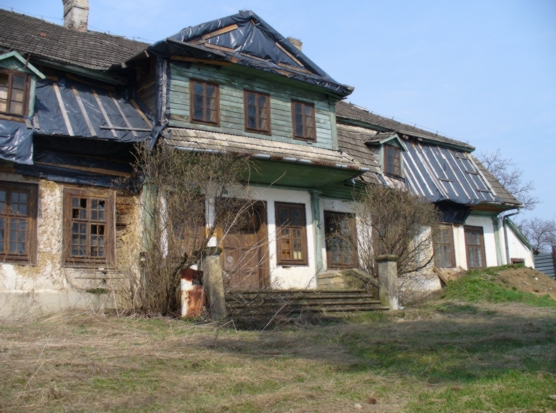
Raciechowice